# Motoko Ishii
 (octobre 2019).
Si vous disposez d'ouvrages ou d'articles de référence ou si vous connaissez des sites web de qualité traitant du thème abordé ici, merci de compléter l'article en donnant les références utiles à sa vérifiabilité et en les liant à la section « Notes et références ».
Motoko Ishii, née à Tokyo en 1938, est une conceptrice d'éclairage japonaise.   

## Biographie

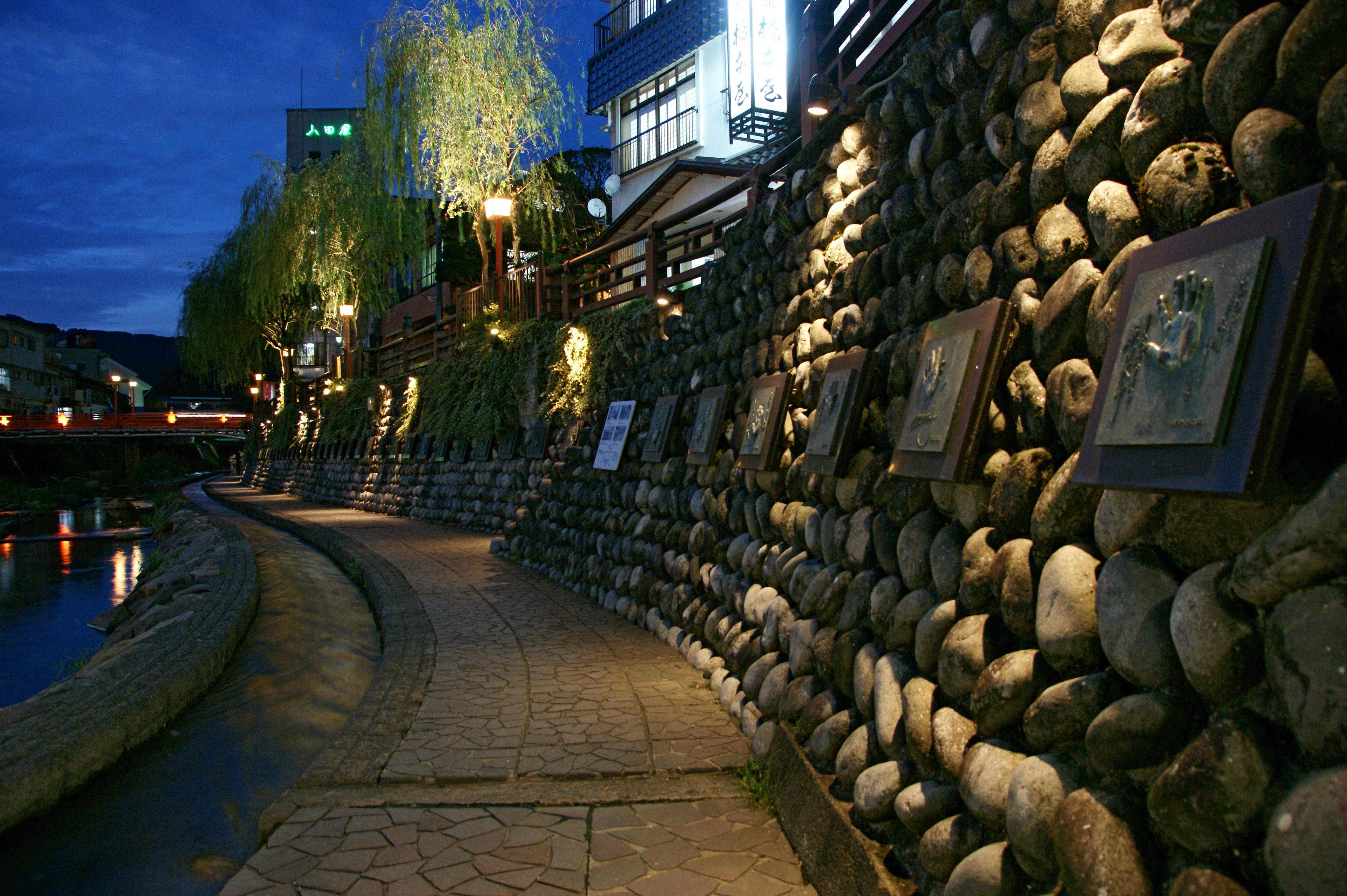
Illumination Yumura (Yumura Onsen)

Après avoir obtenu son diplôme de l’Université des arts de Tokyo en 1962, elle a travaillé pour des bureaux de conception d'éclairage en Finlande et en Allemagne de 1965 à 1967. 
Après son retour, Motoko Ishii a fondé sa propre agence en 1968. Elle est chargée de la conception d'éclairage pour l'Exposition universelle d'Osaka de 1975 et pour l’Exposition Internationale des Oceans de 1975.     
Dans les années 1980 elle s’est occupé de la conception d'éclairage pour l’Exposition internationale de Tsukuba de 1985 et pour le Japon Flora 2000. Avec la mise en lumière de la tour de Tokyo en 1989, elle a attiré l’attention au Japon et à l’international. Elle a gagné les prix IES Illumination pour l’Exposition horticole de 1990 et pour le Rainbow Bridge en 1994. En 2018, elle crée la mise en lumière de la tour Eiffel
En 2000, le gouvernement lui a décerné la médaille au ruban pourpre.   